# Sportowe ratownictwo wodne na World Games 2009
Sportowe ratownictwo wodne na World Games 2009 w Kaohsiung odbyło się w dniach 23 - 25 lipca na kompleksie pływalni Kaohsiung Swimming Pool oraz na akwenie otwartym w zatoce Sizihwan. Na wyścigi sztafetowe mężczyzn i kobiet składało się pięć niemedalowych konkurencji: wyścig 4×50 m przez przeszkody, wyścig 4×25 m z manekinem, sztafeta pływacka 4×50 m, wyścig z bojką ratowniczą i wyścig z deską ratowniczą.

## Uczestnicy zawodów
- Australia (13[2])
- Chiny (11)
- Chińskie Tajpej (12)
- Francja (12)
- Niemcy (12)
- Włochy (12)
- Nowa Zelandia (12)
- Południowa Afryka (12)

## Medaliści
| Konkurencja                           | Złoto | Srebro | Brąz |
| 200 m przez przeszkody mężczyzn       | Zhang Enjian | Federico Pinotti | Benjamin Bilski |
| 200 m przez przeszkody kobiet         | Lu Ying | Yang Jieqiao | Yang Chin-kuei |
| 50 m z manekinem mężczyzn             | Federico Pinotti                                                                                                   | Florian Laclaustra | Giovanni Legnani |
| 50 m z manekinem kobiet               | Isabella Cerquozzi                                                                                                 | Gao Yuting | He Qian |
| 100 m z manekinem i płetwami mężczyzn | Simone Procaccia                                                                                                   | Zhang Jiawen | Nicola Ferrua |
| 100 m z manekinem i płetwami kobiet   | Song Jianrong | Huang Jiefen | Marcella Prandi |
| Ratownictwo - 100 m mężczyzn          | Federico Pinotti                                                                                                   | Giovanni Legnani | Andrew Bowden |
| Ratownictwo - 100 m kobiet            | Gao Yuting | Sarah Windsor | He Qian |
| Wyścig surfingowy mężczyzn            | Christopher Allum                                                                                                  | Glenn Anderson | Federico Pinotti |
| Wyścig surfingowy kobiet              | Kristyl Smith | Naomi Flood | Ayla Dunlop-Barrett |
| Deska ratunkowa mężczyzn              | Daniel Moodie | Hugh Dougherty | Shannon Eckstein |
| Deska ratunkowa kobiet                | Nikki Cox | Naomi Flood | Madison Boon |
| Kategoria Oceanman                    | Shannon Eckstein                                                                                                   | Hugh Dougherty | Ryan Brennan |
| Kategoria Oceanwoman                  | Naomi Flood | Kristyl Smith | Nikki Cox |
| Sztafeta mężczyzn                     | Włochy · Nicola Ferrua · Diego Giuglar · Giovanni Legnani · Federico Pinotti · Simone Procaccia · Germano Proietti | Australia · Christopher Allum · Andrew Bowden · Shannon Eckstein · Luke Harper · Mitchell Parkes · Nowa Zelandia · Glenn Anderson · John Gatfield · Michael Janes · Steven Kent · Daniel Moodie | − |
| Sztafeta kobiet                       | Niemcy · Katrin Altmann · Aline Hundt · Stephanie Kasperski · Stefanie Schoder                                     | Australia · Naomi Flood · Felysia Konakof · Jennifer Parry · Kristyl Smith · Sarah Windsor | Włochy · Isabella Cerquozzi · Marta Mozzanica · Chiara Pidello · Marcella Prandi · Elena Prelle · Chiny · Gao Yuting · He Qian · Huang Jiefen · Lu Ying · Yang Jieqiao |

### Tabela medalowa zawodów
| Poz.    | Państwo           |    |    |    |    |
| ------- | ----------------- | -- | -- | -- | -- |
| 1       | Włochy            | 5  | 2  | 5  | 12 |
| 2       | Australia         | 4  | 7  | 2  | 13 |
| 3       | Chiny             | 4  | 4  | 3  | 11 |
| 4       | Nowa Zelandia     | 2  | 2  | 3  | 7  |
| 5       | Niemcy            | 1  | 0  | 1  | 2  |
| 6       | Francja           | 0  | 1  | 0  | 1  |
| 7=      | Chińskie Tajpej   | 0  | 0  | 1  | 1  |
| 7=      | Południowa Afryka | 0  | 0  | 1  | 1  |
| Łącznie | Łącznie           | 16 | 16 | 16 | 48 |

     Kolorem oznaczono gospodarza World Games 2009.